# 官渡街道 (茂名市)
官渡街道，是中华人民共和国广东省茂名市茂南区下辖的一个乡镇级行政单位。

## 行政区划
官渡街道下辖以下地区：
新湖社区、沿江社区、坡咀社区、官渡社区、官北社区、官南社区、官山社区、隔坑社区、升辉社区、石达社区、南国社区、福华社区、祥和社区、雅园社区、石鳌塘社区、茂油桥北社区服务站、茂油桥南社区服务站、茂油官山社区服务站和茂油官渡社区服务站。